# 95 Dywizjon Artylerii Ciężkiej

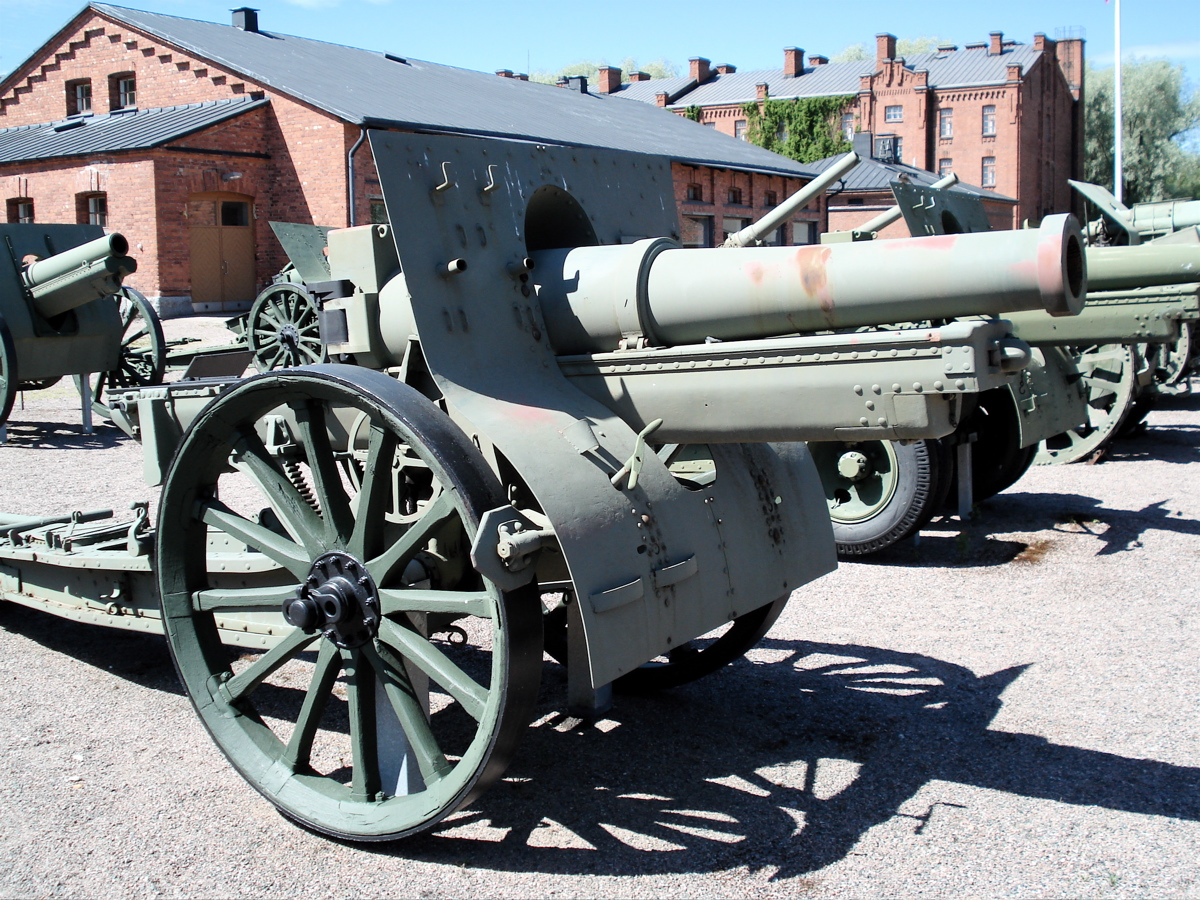
155 mm haubica wz. 1917

95 dywizjon artylerii ciężkiej (95 dac) – pododdział artylerii ciężkiej Wojska Polskiego II RP.
Dywizjon nie występował w pokojowej organizacji wojska. Został sformowany w 1939 przez 5 pułk artylerii ciężkiej z Krakowa.

## 95 dac w kampanii wrześniowej

### Mobilizacja
95 dywizjon artylerii ciężkiej został sformowany zgodnie z planem mobilizacyjnym „W” w dniach 24–27 sierpnia 1939 roku, w mobilizacji alarmowej, w grupie jednostek oznaczonych kolorem żółtym. Jednostką mobilizującą był 5 pułk artylerii ciężkiej w Krakowie. Dywizjon zmobilizowano jako typu I, uzbrojony w dwanaście 155 mm haubic wz. 1917, był jednostką artylerii odwodu Naczelnego Wodza. Zgodnie z planem operacyjnym „Zachód” został przydzielony dowódcy Armii „Kraków”. W trakcie mobilizacji w bardzo złym stanie dostarczono wozy dla kolumny amunicyjnej i taborów. Konie były odpowiednie, ale źle podkute i bez uprzęży lub w bardzo złym stanie. Od 26 sierpnia dywizjon mobilizowano poza koszarami 5 pac, udano się do wsi: dowództwo do Raciborowic, 1 bateria do Batowic, 2 bateria do Dzieknowic, a 3 bateria do Kończyc, kolumna amunicyjna do Borutowa. Po przysiędze 27 sierpnia, pobrano 2 jednostki ognia ze składów na Podgórzu. 
Po zakończeniu mobilizacji dowódca armii, gen. bryg. Antoni Szylling podporządkował dywizjon dowódcy Grupy Operacyjnej „Śląsk”. W jej składzie 95 dac walczył w kampanii wrześniowej. 28 sierpnia 95 dywizjon wykonał marsz do Krakowa i po południu załadował się do czterech transportów kolejowych na stacji Kraków-Podgórz. 29 sierpnia o świcie transporty wyładowały się w pobliżu Dąbrowy Górniczej. Dywizjon pomaszerował do miejscowości Zagórze, a kolumna amunicyjna licząca ok. 100 wozów do Józefowa. Prowadzono 30 sierpnia na miejscu szkolenie w działoczynach i dopasowywano uprząż, a wieczorami zgrywano zaprzęgi.

### Działania bojowe

#### Walki w obronie Śląska
31 sierpnia kontynuowano szkolenie, na rozkaz dowódcy artylerii GO „Śląsk” płk. L. Kryńskiego o zmroku wysłano 2 baterię wraz z plutonem kolumny amunicyjnej do wsparcia 23 Dywizji Piechoty poprzez Giszowiec, Murcki pod Czułów, gdzie zajęła stanowiska ogniowe. Nocą 31 sierpnia na 1 września dowództwa i zwiady dywizjonu i baterii dokonały rozpoznania punktów obserwacyjnych i stanowisk ogniowych pomiędzy Katowicami, a Chorzowem. 1 września 1939 roku dywizjon stał w Łagiszy na południe od Będzina. Po południu dywizjon wykonał marsz na rozkaz dowódcy GO „Śląsk” przez Mysłowice do Tych. Wieczorem 95 dac dotarł w rejon na wschód od Mikołowa, gdzie zajął stanowiska ogniowe. Punkty obserwacyjne rozwinięto na wzgórzu 341 i w rejonie Wymyślanki. Rano baterie 95 dac osiągnęły gotowość bojową i o godz. 8.00 rozbito niemiecką baterię artylerii, zmuszając ją do odwrotu. Przez cały dzień baterie 1 i 3 prowadziły pojedynek artyleryjski z artylerią niemiecką VIII Korpusu Armijnego wystrzeliwując dwie jednostki ognia. Nocą 2/3 września 95 dac wycofano do rejonu 10 km na południowy wschód od Mysłowic. 3 września 3 bateria zajęła stanowiska ogniowe w rejonie Jaworzna osłaniając odwrót piechoty po szosie Mysłowice–Kraków. Do 95 dac dołączyła 2 bateria. 4 września 95 dywizjon dotarł do Alwerni.         

#### Walki odwrotowe
Z rejonu Balic Alwernię zaatakowały jednostki niemieckie opór stawiły jednostki 23 DP jej wsparcie zapewniła 2 bateria ze stanowisk ogniowych w rejonie Poręba–Żegota. Pierwsze natarcie niemieckie zostało załamane, jednak w późniejszych godzinach Alwernia została opanowana przez wojska niemieckie. Bateria 3/95 dac po zwinięciu swoich stanowisk dotarła w rejon Alwerni 4 września, z uwagi na obecność w niej jednostek niemieckich, bocznymi drogami dotarła do sił głównych 95 dac. Cały dywizjon pomaszerował do Krzeszowic. Nocą 4/5 września poprzez Zabierzów i Bronowice o świcie 5 września osiągnięto Kraków, zajęto stanowiska ogniowe w Parku Jordana. Punkty obserwacyjne założono na Pasternaku, wieczorem ostrzelano niemieckie jednostki zbliżające się z kierunku na Zabierzów. Wieczorem rozpoczęto odwrót osiągając ok. południa 6 września Igłomię. Z uwagi na zatarasowanie dróg przez uchodźców cywilnych i tabory, w powolnym marszu dywizjon przemieścił się do rana 7 września do Koszyc. W trakcie nocnego marszu kilkakrotnie gubiono tabor dywizjonu, część dołączyła do dywizjonu. Po dotarciu do Koszyc ruszono w dalszy marsz do Nowego Korczyna osiągając go 8 września przed południem. Po przekroczeniu Nidy dywizjon zajął obronę okrężną na stanowiskach w Grotnikach Dużych wspierając tam obronę 23 DP. 95 dac w miarę możliwości wspierał do końca dnia walki 23 DP z niemiecką 8 DP. Wieczorem po zakorkowanych drogach 95 dywizjon wraz z 23 DP wycofał się w rejon Pacanowa. Przed południem 9 września osiągnął Wolę Biesiadowską koło Pacanowa zajmując stanowiska ogniowe, z których wspierał jednostki 23 DP. Stanowiska dywizjonu były ostrzeliwane przez niemiecką artylerię, utracono tylko 1 rannego, ale maszerujące za dywizjonem tabory dywizjonu i baterii były zbombardowane przez lotnictwo niemieckie. Kolejną noc 9/10 września dywizjon maszerował wraz z 11 pułkiem piechoty do Połańca, piaszczyste drogi utrudniały marsz i transport haubic. Z Połańca dywizjon przesunięto do lasu Strużki. Kolejnej nocy 10/11 września 95 dac maszerował przez Matiszów, Sworoń do Długołęki, w trakcie marszu do dywizjonu dołączyła 2 bateria haubic 22 dywizjonu artylerii ciężkiej z kpt. Widajewiczem.         

#### Bój o Osiek i Baranów
Na stanowiskach ogniowych w Długołęce w ramach przedmościa w Osieku dywizjon wszedł w skład grupy artylerii płk. E. Luśniaka w ramach 55 Dywizji Piechoty Rezerwy. 95 dac w ramach grupy artylerii położył ogień zaporowy przed atakującą przedmoście niemiecką 27 DP, hamowało to postępy piechoty niemieckiej. Następne natarcie zostało zatrzymane, ale do Osieka udało się wedrzeć piechocie wroga. O godz.12.30 niemiecka piechota wsparta bronią pancerną wdarła się ponownie do Osieka. Kontratak 201 pułku piechoty pomimo wsparcia 95 dac i 2/22 dac nie pozwolił odzyskać, tylko zblokować w Osieku dalsze posuwanie się nieprzyjaciela. W godzinach popołudniowych przeprowadzono ponowne natarcie na Osiek, ze wsparciem całości artylerii, pomimo przeciwdziałania niemieckiej artylerii Osiek odbito. Niemieckie wieczorne natarcie zatrzymano między innymi w ogniu 95 dac. Jeden wydzielony działon z 3 baterii został przeprawiony za Wisłę i zajął stanowisko na północno-zachodnim skraju Baranowa ubezpieczając całość przeprawy. Przez bród w rejonie Długopola przeprawiono tylko wozy taborowe z amunicją, która praktycznie została wystrzelana, więc faktycznej likwidacji uległ tabor dywizjonu. W nocy 95 dac przeprawił się przez Wisłę przez most pontonowy w rejonie Baranowa Sandomierskiego.         

#### Walki na Lubelszczyźnie i bitwa pod Tomaszowem Lubelskim
Nocą 12/13 września 95 dywizjon pomaszerował samotnie bez osłony piechoty za San przez Grębów, Jamnicę, Gajówka, Krzyżowe Drogi, Rozwadów do rejonu Rzeczycy. Stanął na całodzienny postój ubezpieczony. 13/14 września w kolumnie artylerii ciężkiej dywizjon podjął marsz przez Lipę, Zaklików, Modliborzyce, Janów Lubelski, ostatecznie docierając 15 września po południu do Dąbrowicy na wschód od Janowa Lubelskiego, gdzie był bombardowany nieskutecznie przez lotnictwo niemieckie. Nocny marsz 15/16 września wykonał dywizjon do rejonu 7 km na zachód od Biłgoraja. W trakcie tego marszu 95 dywizjon utracił swoje tabory bagażowe zagarnięte przez niemiecki podjazd pancerny. W godzinach popołudniowych 16 września 95 dac wsparł 23 DP, w walce o południowy skraj Biłgoraja i Puszczę Solską. Wyparto oddziały niemieckiej 8 DP po obu stronach rzeki Łady przy udziale ostrzału dywizjonu. W trakcie nocnego marszu 16/17 września z uwagi na marsz bocznymi drogami i lasami porwaniu uległa kolumna dywizjonu. 1 i 3 bateria oraz resztki kolumny amunicyjnej znalazły się na północ od Biłgoraja, tam zostały zaatakowane w kolumnie na drodze, przez zmotoryzowaną kompanię piechoty z 4 czołgami. Konie w kolumnie amunicyjnej i obu bateriach zostały wybite, a haubice i część żołnierzy dostała się do niewoli, poległa lub została ranna. Z 1 baterii ocalał jeden działon z haubicą, a z 3 baterii jedynie 33 żołnierzy. Dowództwo dywizjonu z 2 baterią, nocą 17/18 września przemieściła się do rejonu miejscowości Podklasztor. Zlikwidowano prawie cały tabor, zostawiając jedynie wozy załadowane amunicją. 2 bateria popołudniem 18 września wspierała piechotę w walce pod Łosińcem i Maziłami. 19 września 2/95 dac ze stanowisk ogniowych w rejonie miejscowości Zielone prowadziła ostrzał ugrupowania wojsk niemieckich na wschód od Tomaszowa Lubelskiego. W trakcie walk stanowiska ogniowe i punkty obserwacyjne znalazły się pod ostrzałem niemieckiej artylerii. Pod koniec dnia wystrzelano resztę amunicji. 20 września wobec kapitulacji mjr Szancer rozkazał uszkodzić haubice, rozwiązał 95 dac, konie rozdano, a żołnierze w grupach próbowali wydostać się z okrążenia. Udało się to nielicznym.

## Obsada personalna dywizjonu

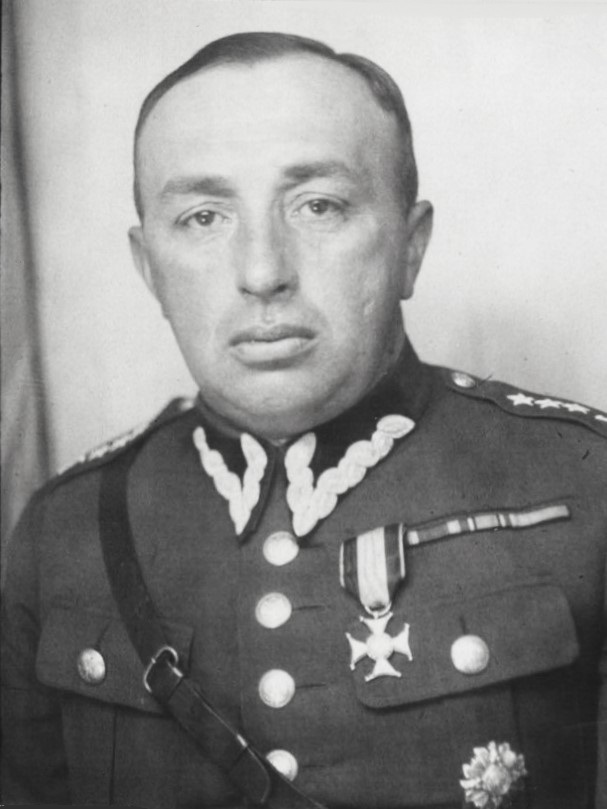
Stanisław Szancer

- dowódca — mjr art. Stanisław Szancer[a]
- adiutant dywizjonu — ppor. Władysław Eugeniusz Czermak[8][1]
- oficer zwiadowczy — ppor. rez. inż. Józef Golka
- oficer żywnościowy — ppor. art. rez. inż. Józef Paździora[b]
- lekarz - ppor. rez. lek. dr Mieczysław Stawiński
- lekarz weterynarii — ppor. rez. lek. wet. Henryk Garguła
- dowódca kolumny amunicyjnej — ppor. rez. Władysław Eliasz (Eljasz)[c]
- dowódca 1 baterii — ppor. Marian Gmiterek
- dowódca 2 baterii — kpt. Władysław Biedrzycki
- dowódca 3 baterii — ppor. Jan Bukowski
- oficer ogniowy — ppor. rez. Józef Cis[13]
- oficer zwiadowczy — ppor. rez. Strzetelski